# Friggitrice

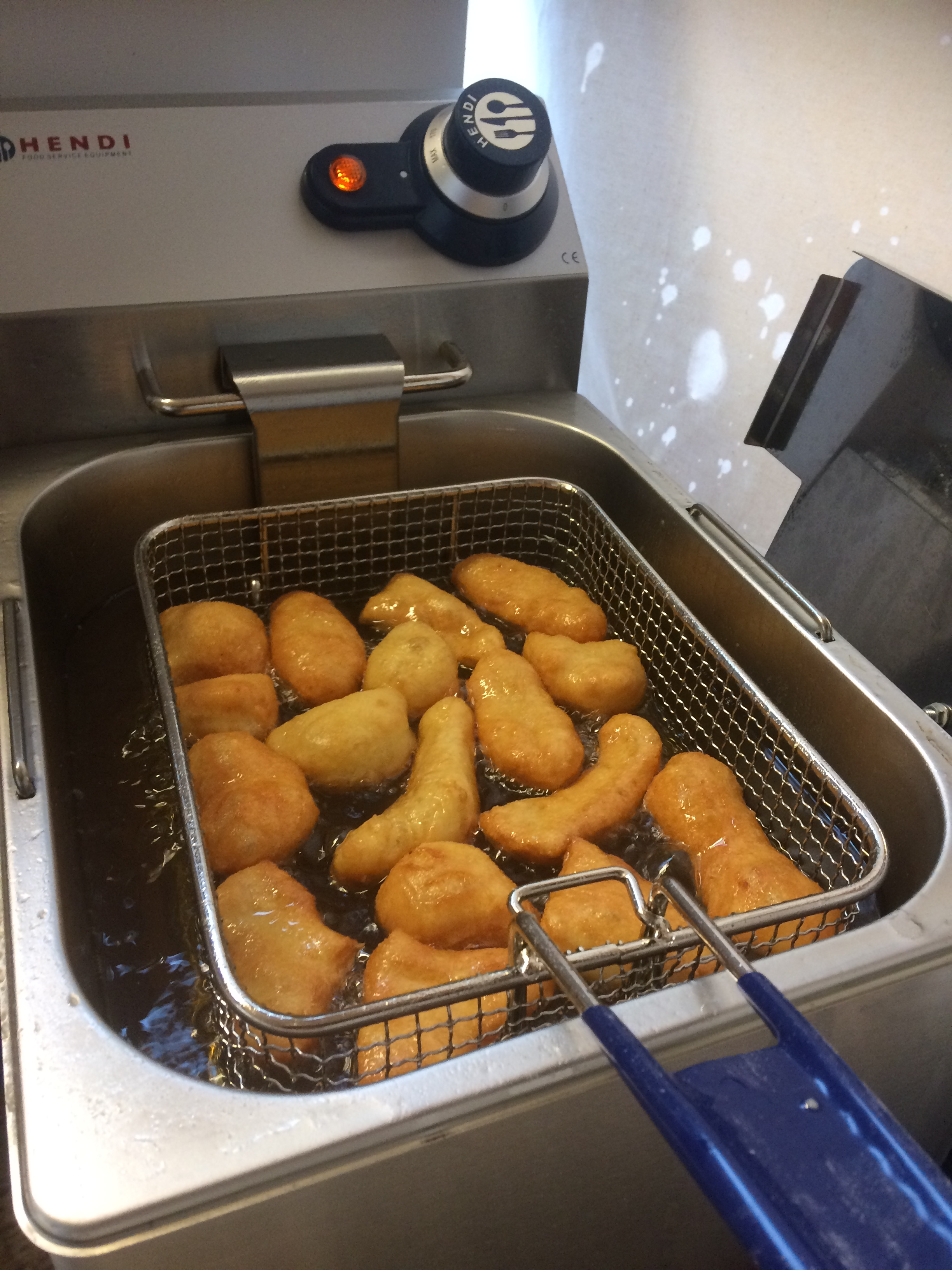
Preparazione di bramloše (crocchette di patate tipiche della Repubblica Ceca) in una friggitrice

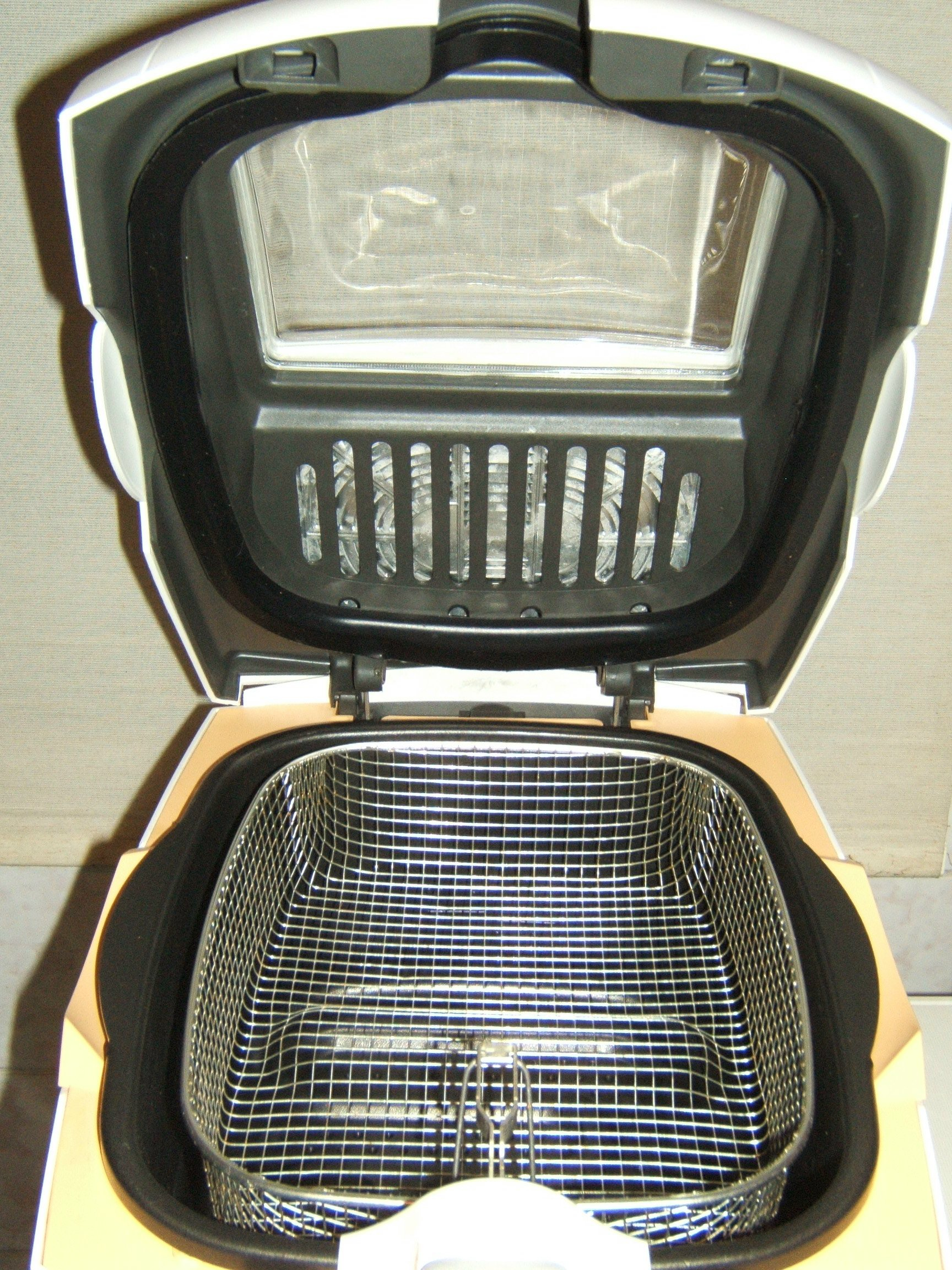
Interno di una friggitrice

Una friggitrice è un elettrodomestico utilizzato per la frittura profonda di cibi (ad esempio patate, pollo o verdure ricoperti di pastella, ecc.) attraverso l'immersione in olio bollente.

## Storia
Al 1742 risale il primo brevetto di una friggitrice, dell'inventore francese François Benoît. Tale friggitrice consisteva in una grossa pentola in rame con un bruciatore a carbone come elemento riscaldante, posizionato sul fondo della pentola. Alla fine del XIX secolo le friggitrici iniziarono poi ad usare elementi riscaldanti a gas al posto dei bruciatori a carbone.
Le friggitrici elettriche entrarono in commercio all'inizio del XX secolo, soppiantando le friggitrici a gas. Al 1929 risale il brevetto di una friggitrice elettrica compatta con termostato per il controllo della temperatura, ad opera dell'inventore americano Fred W. Wolf.

## Descrizione e funzionamento
Le friggitrici sono generalmente costituite da una vasca metallica chiusa da un coperchio, che viene riempita dall'olio alimentare, scaldato fino a temperature generalmente comprese tra 175 e 190 °C attraverso delle resistenze elettriche.
Quando l'olio raggiunge la temperatura desiderata, l'alimento da friggere viene immerso lentamente all'interno dell'olio con l'ausilio di un cestello metallico, che viene sollevato a fine cottura per prelevare il cibo.